# Telecom SudParis
Télécom SudParis är en fransk grande école som utbildar ingenjörer med inriktning mot datateknik och telekommunikation. Verksamheten startades 1979 som Institut national des télécommunications och 1982 delades institutet i två separata organisationer, en med teknisk inriktning och en med managementinriktning.
Campuset i Évry delas med Institut Mines-Télécom Business School.